# Patrícia Sampaio
Patrícia Fernandes Sampaio (Tomar, 30 de junho de 1999) é uma judoca portuguesa.   Em 2021, competiu na prova feminina -78 kg nos Jogos Olímpicos de Verão de 2020 em Tóquio, Japão.  Nos Jogos Olímpicos de Paris, em 2024, compete na categoria -78kg. A 1 de agosto de 2024, ganhou a medalha de bronze.
Em 2019, conquistou a medalha de ouro no Open da Oceania de Judo, em Perth, na categoria -70 kg.  Foi condecorada como Atleta Feminina do Ano 2019 pela Confederação do Desporto de Portugal.
Em 2022, ganhou uma das medalhas de bronze no Grand Slam de Judo de Tel Aviv, em Israel. 
Foi aluna da licenciatura em Ciências da Comunicação, da Faculdade de Ciências Sociais e Humanas da Universidade Nova de Lisboa, seguindo as pisadas da sua mãe, que tinha frequentado o mesmo estabelecimento.
Em fevereiro de 2025, conquista o ouro no grande slam de Paris.